# Biserica Sfântul Nichita din Banjane
Biserica „Sfântul Nichita” din Banjane (în macedoneană și sârbă chirilică: Црква „Св. Никита“ - Горњане) este o biserică ortodoxă⁠(d) medievală din satul Banjane⁠(d), situată la jumătatea distanței dintre acesta și satele Čučer-Sandevo⁠(d) și Gornjane (de aceea, ea este adesea numită Biserica „Sfântul Nichita” din Čučer). Biserica și toate aceste sate fac parte din comuna Čučer-Sandevo⁠(d) a Macedoniei de Nord. În prezent, biserica aparține Eparhiei de Skopje⁠(d) a Bisericii Ortodoxe Macedonene⁠(d).

## Istoric
Mănăstirea și biserica, cu hramul Sfântului Niceta⁠(d), au fost construite de regele sârb Milutin în jurul anului 1300 pe ruinele unei biserici mai vechi. Mănăstirea a fost închinată de regele Milutin la scurt timp după construirea ei mănăstirii sârbe Hilandar de la Muntele Athos. Biserica „Sfântul Nichita” a fost complet renovată în anul 1484.

## Arhitectură
Biserica „Sfântul Nichita” are o bază simplă în formă de cruce înscrisă într-un pătrat, cu o cupolă centrală care se sprijină pe pandantive și patru coloane. Ornamentația exterioară este tipic bizantină, realizată din straturi de piatră și cărămidă roșie. Cea mai frumoasă ornamentație se găsește pe peretele absidei.

## Picturi în frescă
Semnătura de pe scutul Sfântului Teodor⁠(d) dezvăluie că biserica a fost pictată de celebrul Mihail, fiul lui Eutihie, pictorul de curte favorit al regelui Milutin, care a pictat mai multe din bisericile ctitorite de monarh (de exemplu Biserica de la Staro Nagoričane⁠(d)). Frescele sunt bine conservate și datează toate din jurul anului 1324, cu excepția celor de pe cupolă care sunt din secolul al XIX-lea și sunt realizate de cunoscutul pictor bulgar Dimitar „Dičo Zograf” Krstević⁠(d).
Unul dintre motivele care explică starea bună a picturilor murale îl reprezintă renovarea lor în 1484, realizată într-o manieră uimitor de modernă de către grupul care a pictat în frescă Mănăstirea Treskavec⁠(d) (1483), vechiul katholikon al Mănăstirii Marelui Meteoron (1483) și Biserica „Sf. Nicolae” a călugăriței Eupraxia din Kastoria (1486).
Picturile murale sunt împărțite în trei porțiuni: în porțiunea de jos sunt reprezentate figuri de sfinți în mărime naturală, în porțiunea din mijloc sunt prezentate minunile lui Hristos, în timp ce în porțiunea de sus sunt reprezentări ale Patimilor. Inscripțiile de pe icoane sunt scrise în limbile  greacă și slavonă.

## Iconostas
Iconostasul bisericii a fost pictat în anii 1846/1847 de pictorul bulgar Dičo Zograf⁠(d).

## Galerie

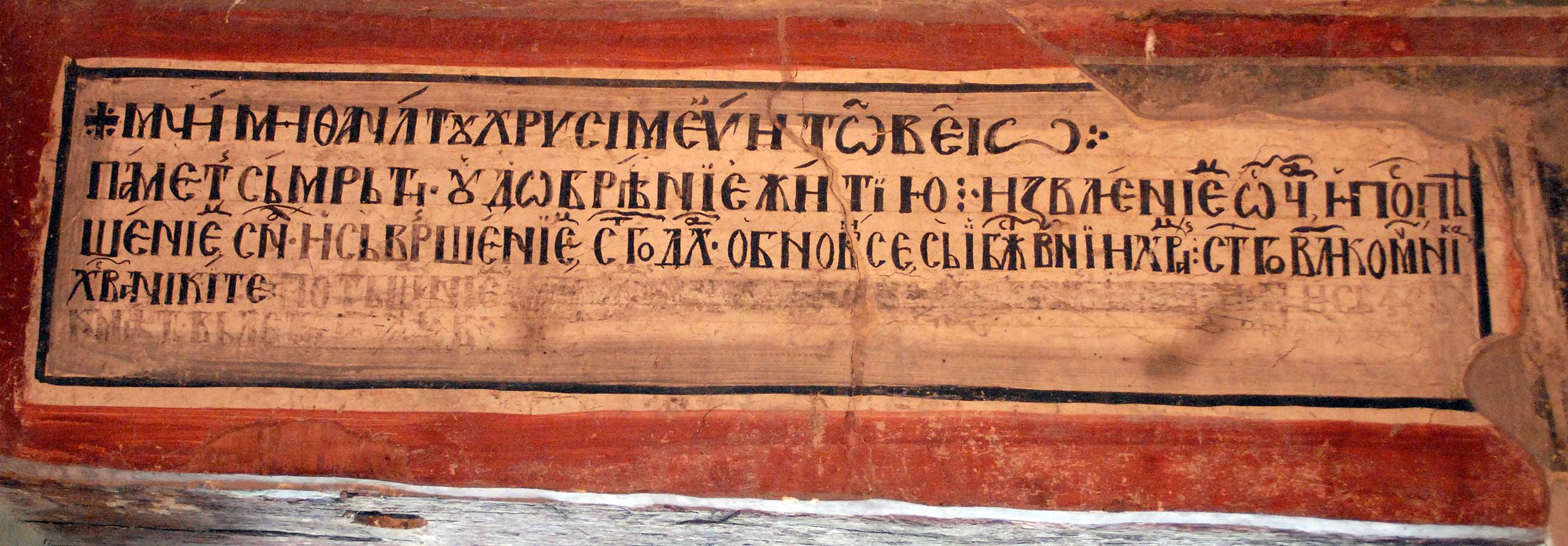
Pisania inițială de la începutul secolului al XIV-lea care îl menționa pe regele sârb Milutin a fost suprapictată cu o nouă inscripție în 1484.
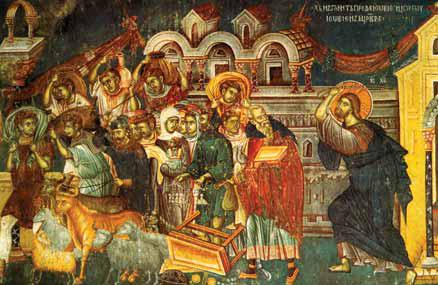
„Isus îi alungă pe negustori din Templu”, frescă pictată de Mihail și Eutihie la începutul secolului al XIV-lea
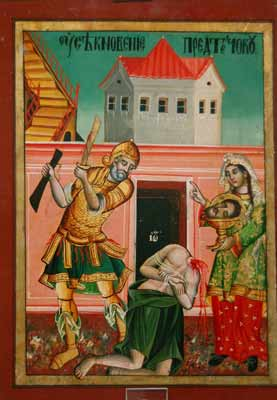
Icoana „Tăierea Capului Sf. Ioan Botezătorul” de Dičo Zograf